# كيفن غوردون
كيفن غوردون (بالإنجليزية: Kevin Gordon)‏ هو لاعب دوري الرغبي أسترالي، ولد في 26 ديسمبر 1989 في كوفس هاربور في أستراليا.